# Chambers River
Der Chambers River ist ein Fluss im Norden des australischen Territoriums Northern Territory.

## Geographie
Der Fluss entspringt an den Westhängen der Black Cap im Südwesten des Arnhemlandes und fließt zunächst ca. 12 km nach Westen und dann nach Südosten. Dabei entwickelt der Chambers River eine breite Flussaue mit vielen parallel laufenden Kanälen. Ca. 30 km  nordöstlich des Elsey-Nationalparks mündet er in den Roper River.